# Vincenzo Sofo
Vincenzo Sofo (ur. 18 grudnia 1986 w Mediolanie) – włoski polityk, działacz partyjny i publicysta, poseł do Parlamentu Europejskiego IX kadencji.

## Życiorys
Absolwent ekonomii na Katolickim Uniwersytecie Najświętszego Serca w Mediolanie. Zajął się działalnością publicystyczną, pisząc teksty na tematy polityczne, kulturalne i społeczne. Należał do młodzieżówki ugrupowania La Destra, w 2009 dołączył do Ligi Północnej. Założyciel związanego z nią think tanku Il Talebano, działającego na rzecz rozwoju partii i kształtowania jej programu.
W 2019 został wybrany na eurodeputowanego IX kadencji (po rezygnacji, którą złożył Matteo Salvini). Objęcie przez niego mandatu zostało jednak zawieszone do czasu brexitu. W PE IX kadencji ostatecznie zasiadł w lutym 2020. W lutym 2021 zrezygnował z członkostwa w Lidze Północnej. Dołączył w tym samym roku do ugrupowania Bracia Włosi.

## Życie prywatne
Partner życiowy Marion Maréchal, para zawarła związek małżeński w 2021.